# Calceolaria ludens
Calceolaria ludens är en toffelblomsväxtart som beskrevs av Kränzl.. Calceolaria ludens ingår i släktet toffelblommor, och familjen toffelblomsväxter. Inga underarter finns listade i Catalogue of Life.